# النادي الأهلي (طرابلس)
النادي الأهلي الليبي الرياضي ويعرف أيضًا باسم أهلي طرابلس، هو نادٍ كرة قدم ليبي، مقرهُ العاصمة الليبية طرابلس،  وهو ثاني أكثر الأندية الليبية نجاحًا في التاريخ، إذ فاز بـ 14 لقبًا للدوري الليبي الممتاز، و 7 ألقاب في بطولة كأس ليبيا، ومرتين في بطولة كأس السوبر الليبي يصفه الوسط الرياضي بزعيم ليبيا حيث له أكبر قاعدة جماهيرية على مستوى البلاد كما يُعرف بنادي الشعب فهو أكبر نادي ليبي من حيث القاعدة الجماهيرية ومجموع البطولات في كل الألعاب [بحاجة لمصدر]
يتكون شعار النادي من خلفية خضراء وبيضاء مع شعلة موضوعة على خارطة ليبيا. تهدف الشعلة إلى التعبير عن استقلال البلاد الذي تحقق بعد أشهر فقط من تأسيس النادي. تغير شعار النادي بعد فوزه بلقب الدوري الليبي للمرة العاشرة في عام 2000 فوضعت نجمة في أعلاه.
فاز النادي بأول بطولة وطنية في موسم 1967-68، لكنه عانى بعد ذلك لمدة سبع سنوات حتى فوزه التالي في 1970-1971. فاز النادي بلقبين من الألقاب الثلاثة التالية وحصل على اللقب الأخير قبل إلغاء الدوري في 1977-1978. وصل الفريق إلى نهائي كأس الكؤوس الأفريقية عام 1984، لكنه انسحب من مواجهة الأهلي المصري، حيث أدت العلاقة الليبية السيئة مع مصر في ذلك الوقت إلى منع الأندية الليبية من مواجهة الأندية المصرية وايضٱ وصل إلى نصف نهائي كأس الاتحاد الافريقي ضد أورلاندو بيراتس عام 2021-2022 . بعد إقصاءه الغريم التقليدي الإتحاد الليبي في دور ثمن النهائي في نفس البطولة على أرضية ملعب بنينا في ليلة البيلا تشاو

## تاريخ
بدأت فكرة تأسيس نادي الأهلـي حين اجتمع شباب كانوا يتقدون حيوية ونشاطا من عامة الشعب الليبي وعملوا بكل جدية لتأسيس نادي جديد وأرادوا ان يكون اسمه نادى الاستقلال ليقولوا للمستعمر أن الشرفاء من الشعب الليبي يريدونكم ان ترحلوا من ليبيا. وحيث ان ليبيا كانت تحت وصاية بريطانيا وكانت توجد القوات البريطانية والقوات الأمريكية وكذلك بقايا الطليان الفاشست الدين يرتدون الملابس المدنية بعد أن خلعوا لباسهم العسكري رفض هؤلاء المستعمرين ان يكون اسم النادى الاستقلال لأنه سيحرك الشعب الليبيى نحو المطالبة بالاستقلال وجلاء المستعمرين فلم يستسلم هؤلاء الشباب بل قاموا باختيار اسم آخر يحقق الوحدة الوطنية فكان الاسم الذي اختاروه هو نادي الاستقلال ثم سُمّي (الأهلي) أي نادي الشعب النادي الجماهيري النادي الوطني وجمع الشيخ محمود صبحي خلاصة تجربته في كتابة اللائحة التأسيسية للنادي بينما استثمر المؤسسون صيت وسمعة سالم شرميط ونفوذه في الدوائر الرسمية، فلقد زاول كرة القدم مع فريق مدرسة الفنون والصنائع الإسلامية عام 1931 وكان في تشكيلة فريق بلخير الذي تأسس عام 1936 وفي عام 1938 تم اختياره في أول منتخب يمثل طرابلس لملاقاة نادي مودينا ثم نادي تورينو الإيطاليين ليعمل عام 1943 مع آخرين على تأسيس فريق الشباب بالمدينة القديمة، ولم يذخر جهداً في استكمال الإجراءات الإدارية للإشهار واختار بنفسه اسم الأهلي وصمم شعار النادي جاعلاً خارطة ليبيا لإضفاء الصبغة الوطنية بينما زين باللون الأخضر الطرفين كجناحين لقلب أبيض متوهج بشعلة العمل.وقدم سالم شرميط مفاتيح أول مقر للنادي الأهلي بالمبني الأول في شارع ميزران المتاخم ميدان الشهداء قبل أن يتحول إلى شارع غرناطة.وتكونت أول لجنة إدارية كما جاء في القرار الصادر بتاريخ 19سبتمبرعام 1950 بعد أن تم قبول تقديم طلب التأسيس الرسمي يوم الثلاثاء بتاريخ السابع عشر من ذو الحجة عام 1368 هـجري، الموافق 19سبتمبرعام 1950 ميلادي ً. وحسب شهادة البعض ممن كان متابعا للاحداث الجارية في ذلك الوقت في مدينة طرابلس منهم الأستاذ مختار الأسود (فنان وممثل ليبي) فإن التأسيس للنادي كان من قبل مجموعة من اللاعبين بنادي الاتحاد على رأسهم سالم شرميط حيث انفصلو عن النادي وقرروا تأسيس نادي جديد باسم نادي العروبة الا ان الإدارة الإنجليزية لم تسمح بهذا الاسم واقترح اسم الاهلي فيما بعد، وكان أول مقر للنادي هو بيت اليهودي ناحوم الذي رفض ان يقبل الإيجار للمنزل رغبة منه في تشجيع انفصال اللاعبين عن نادي الاتحاد حسب شهادة الاستاذ مختار كما سبق وذكر، ويذكر أن بعض اللاعبين المؤسسين للنادي ندموا عن انفصالهم عن النادي الأم الاتحاد ورجعوا للمشاركة في ناديهم الاتحاد. كما ان شهادة رئيس وزراء ليبيا السابق مصطفى بن حليم في الحوار الذي اجراه معه أحمد منصور في قناة الجزيرة تشير إلى دور اليهود والاستعمار في فصل نادي الاهلي عن نادي الاتحاد وتشير إلى ان محاربة الحزب الوطني ومحاربة الوطنيين من امثال بشير السعداوي كان الهدف من كل ذلك حيث تم دعم نادي الاهلي لتفريق الجماهير الليبية وابعادها عن حزب المؤتمر الوطني الذي كان له دور كبير في الوقوف والتحريض الشباب اليبي لمواجهة الاستعمار في تلك الفترة.
والأسماء الإدارية للتاريخ كانت:-
- المبروك المصراتي (رئيس)
- أحمد الطويل (نائب الرئيس)
- سالم بن حسين (أمين الصندوق المالي)
- يوسف بن عبد الله (مقرر)
- محمود أبوهديمة (عضو)
- محمد سعد عثمان (عضو)
- مصطفي الخوجة (عضو)
- حسن الأمير (عضو)
- مصطفي الرقيعي(عضو)

ونشر الخبر في صحيفة طرابلس الغرب الصحفي سالم المسلاتي الذي كان حاضرا لاجتماعات التأسيس.
وبدأ الفريق تدريباته على ملعب الاشغال العامة (وهو ملعب نادي المدينة حاليا بشارع عمر المختار) وأجرى أول مباراة ودية يوم 3 نوفمبر 1951 أمام فريق الاشغال العامة وانتهت المباراة لصالح فريق الأهلي بثلاثة أهداف دون مقابل تناوب في تسجيلها إبراهيم كفالة، مصطفى الرقيعي، حسن الأمير وكانت تشكيلة الأهلي في تلك المباراة تتكون من:المبروك المصراتي – الهادي الخضار – عبد السلام بيزان – أحمد الطويل– سالم بن حسين – اللحلاحي – إبراهيم كفالة – مصطفي الرقيعي- محمد الهوني – محمود بوهديمة – حسن الأمير، ثم دخل كبدلاء: عامر المجراب، يوسف بن عبد الله، علي الجندي.
فيما تولى مهمة تدريب الفريق عثمان بيزان (مواليد 1912) (وهو والد لاعب كرة قدم عز الدين بيزان). وعلى الرغم من اشهار الأهلي وظهوره للوجود إلا أن الصعاب والعراقيل كانت تحوطه من كل حدب وصوب ومحاولات افراغه من محتواه كانت متكررة فلقد تعرض الفريق لتآمر كبير من بعض عملاء الاستعمار في ذلك الوقت باعتباره فريق يمثل عامة الشعب الليبى الطامح للاستقلال حيث أن اسمه «نادي الأهلي» يعني نادي الشعب أو النادي الجماهيري فقامت تلك الزمرة العميلة بمحاولات لحقن الإحباط في شراينه وزرع شوك اليأس تحت اقدامه بتحويل بعض الرياضيين المنتسبين إليه إلى أندية أخرى وإجبار بعضهم على اعتزال اللعب من هؤلاء لاعبين مثلاً محمود بوهديمة والهادي الخضار ومحمد الهوني، تركوا الأهلي ونقلوا الي نادي الاتحاد، والدين اعلنوا اعتزالهم بعد أول موسم مثل المبروك المصراتي وسالم بن حسين وأحمد الطويل وعامرالمجراب إلا أن قلب الأهلي ضل يخفق بالأمل ولم ترتعش فرائصه، ولم يسقط الأهلي في أي يوم من الأيام أسيرا لقبضة الظروف فأهدافه البعيدة تجلو عنه أي تقاعس فلم يتأثر بغياب أولائك اللاعبين وظل واقفا صامداً متحديا المستعمر وأدنابه، لأنه كان ناديا يمثل الجماهير الليبية الكادحة الدين التحقوا به وآزروه وصار في زمن وجيز جدا بأستحقاق النادي الأكثر شعبية على الإطلاق في كل ليبيا بل صارت له شعبية كبيرة جدا في كثير من الدول العربية والأفريقية أثارت غيض الكثيرين من الحاسدين والحاقدين على الأهلي. ففي موسم 52 / 1953 أصبح سالم بن حسين رئيسا للنادي وجميل الصياح نائبا له فيما استمر يوسف بن عبد الله مقررا وتولى مصطفي الرقيعي أمانة الصندوق، أما أعضاء الإدارة: فهم حسن الأمير – حسونة باشا آغا – على الجندي.ونتيجة للصعوبات والمحن استقال سالم بن حسين وأصبح إسماعيل العزابي رئيسا للنادي موسم 53 / 1954 وفي هذا العام شكل الأهلي فريقا للناشئين تحت إشراف عثمان بيزان بينما تولى د مدرب مالطي اسمه فرانس الاشراف على الفريق الأول وكانت فكرة عثمان بيزان اعداد فريق للمستقبل وكان يتكون من لاعبين ناشئين مثل: محمودالهتكي - على بن رمضان – مختارالسكاللى – مصباح عمروني– عبد اللطيف الشريف – محمود الهوني – معمر الفزاني –
بشير الولاني - الصديق البسكى – عبد الحميد الشريف –على الرقيعي – محمود زاوية.
وفاز هذا الفريق بالترتيب الأول في مسابقة الدرجة الثانية التي شارك فيها الأهلي بالفريق «ب». وبعد نهاية الموسم ترك هؤلاء الناشئين فريق الأهلي والتحقوا بفريق الطليعة.
وفي عام 1955 اجتمع على المبروك «رئيس النادي» وعلى تنتوش «نائبه» وأحمد البدري «أمين الصندوق» ويوسف بن عبد الله «المقرر» والأعضاء حسن الأمير، مصطفي الرقيعي، حسونة باشا آغا وقرر بعضهم كما جاء في محضر الاجتماع اغلاق أبواب النادي نهائيا بسبب المشاكل الإدارية والمالية لكن حسن الأمير ذهب إلى حمودة القلالي رئيس نادي الطليعة واتفق معه على أن ينضم فريق الطليعة بكامل لاعبيه (الذين كانوا في صف ناشئ الأهلي) إلى فريق الأهلي مقابل أن يصبح حمودة القلالي رئيسا للنادي الأهلي.

### أول مباراة ضد الغريم الاتحاد
تعتبر مباراة الأهلـي ونادي الاتحاد مباراة الديربي في مدينة طرابلس. وأول لقاء جمع الفريقين في الدوري الليبي الممتاز في موسم 63 / 1964 وكانت النتيجة لصالح الاتحاد 3-2 سجل للاتحاد محمد الخمسى والمهدي السوكنى رجب الاحول فيما سجل للأهلي طرابلس حسن السنوسى والمنجى الحداد.. أقيم اللقاء بتاريخ الجمعة 25 أكتوبر 1963 بالملعب البلدي بطرابلس وبإدارة الحكم الانجليزي كولون وهو أول فوز كذلك لاتحاد على الأهلـي طرابلس الدوري الليبي الممتاز، وكان الفوز الأول للأهلي طرابلس على الاتحاد في لقاء الإياب بنفس الموسم بتاريخ الأحد 22 ديسمبر1963 بالملعب البلدي بطرابلس وانتهى بتفوقه 2-1 حيث سجل هدفى الاهلى طرابلس لاعبيه الانجليزيان وتسون وويكنز فيما سجل للاتحاد رجب الاحول.

## انجازاته الدولية
أول مشاركة دولية كانت في يوم 10 يونيو 1952حين تقابل في الملعب البلدي بطرابلس مع فريق الترجي الرياضي التونسي.
تكونت تشكيلة الأهلي من: عبد النبي الغرياني - رمضان كريمة - محمود عبد الله- مختار السكاللي - سعد السرتاوي - حسن الأمير - مصطفى الرقيعي - علي الرقيعي - ومصباح وني - محمد وريث - الصديق البسكي، أما تشكيلة الترجي فكانت تضم أبرز لاعبي المنتخب التونسي: شنوفي – يوسف – ميمون – تاسكو – محرز – نوار – ميداس – نورالدين – بن عزالدين – الغدامسي – علي الخياري.
وفي هذه المباراة أكد الأهلي تفوقه على الكرة التونسية وسجل فوزاً ساحقاً بأربعة أهداف لواحد وكانت أهداف الأهلي بأقدام:
مصباح وني ومصطفى الرقيعي والصديق البسكي فيما كان الهدف الرابع برأس محمد وريث.
أول مباراة دولية
كانت خارج ملعبه خلال رحلة ودية إلى مالطا يوم 14 ديسمبر 1956 تعادل فيها مع فريق الحمرون بدون أهداف.
لعب مع فريق بنسيو سيو البرازيلي إلى ليبيا يوم 14 أبريل 1965 وخسرها بهدفين للاشيء.
حصول الأهلـي على بطولة دورة معرض طرابلس الدولي، كانت عام 1974 متفوقاً على فريقي فلوريانا المالطية والمرسى التونسي.
انتصر الأهلـي على منتخب كوبا بثلاثة أهداف سجلها كلا من: الهادي صالح - وسالم النفاتي مرتين يوم 6 سبتمبر 1978.
انتصر الأهلـي على فريق فينول االروماني بثلاثة أهداف سجلها كلا من: رضا السنوسي - شكري بن حامد - جمال بونوارة يوم 9 يناير 1984.
تفوق الأهلـي على فريق نادي الفتوة السوري بهدف دون مقابل سجله: أبو بكر إبراهيم يوم 21 سبتمبر 1984.
فاز الأهلـي بكأس المباراة الدولية التي اقيمت في شهر سبتمبر سنة 1984 والتي سجل فيها الأهلي انتصاره على فريق نوفباخور بطل الدوري الأوزبكي بهدف لصفر سجله: رضا عطية يوم 31 أغسطس 1981.
وواصل الأهلي سلسلة انتصاراته الدولية بأنتصاره على فريقالمقاولون العرب المصري بهدف دون مقابل سجله: علي زريبه.
وقبل أن يطوي القرن 20 سنواته قدم اتحاد مالطا لكرة القدم دعوة للنادي الأهلي من أجل المشاركة في دورة دولية ودية خلال الفترة من 8 إلى 10 يونيو 2000 وفيها فقد الأهلي نتيجة اللقاء الأول أمام ساليما المالطي 1-2 ،وأدرك النصر في اللقاء الثاني أمام بنفيلد.
ولن يُمحى من ذاكرة الكرة الليبية ذلك الفوز التاريخي الذي سجله الأهلـي على فريق بريمن الألماني يوم 18 يناير 2000 بمدينة العجيلات، في ذلك اليوم فاز الأهلي 3-1 وكانت أهداف الأهلي يومها بأقدام كلا من: كوليزيه الذي سجل هدفين وآخر بقدم عادل الفزاني.
أول مشاركة للأهلي في المسابقات الدولية كانت عام 1972 في إطار بطولة الأندية الأفريقية الأبطال على ملعب ناصر بالقاهرة ضد نادي الإسماعيلي بطل الدوري المصري وحامل لقب بطولة الأندية الأفريقية الأبطال. وقد فاز الأهلي على الإسماعيلي 1-0 سجله اللاعب علي الأسود.
أول مشاركة للاهلي في كأس أفريقيا للأندية أبطال الكؤوس تعود إلى عام 1976 وفيها حقق الأهلي الفوز خارج ملعبه في نيامي يوم 2 يناير 1976 على فريق الحرية بطل دوري النيجر الممتاز 5-0، تبادل في تسجيلها علي الأسود وحسين الشريف والعبيدي المسعي بينما سجل عبد الباري الشركسي هدفين وفي تلك المباراة. تكونت تشكيلة الأهلي من خليفة بونوارة – عمران عفان – ناجي القاضي – حسين النابولي – الهاشمي البهلول – صالح صولة – عبد الباري الشركسي – حسين الشريف – جمال العزابي – علي الأسود – سالم النفاتي.

## الإنجازات

### الدوري الليبي الممتاز
- البطل (14 مرة): 63–64، 70–71، 72–73، 73–74، 77–78، 83–84، 92–93، 93–94، 94–95، 2000، 2013–14، 15–16، 22–23، 24–25.[7]

### كأس ليبيا
- البطل (7 مرات): 1975-76، 1993-94، 1999-2000، 2000-2001، 2005-06، 2015-16، 2022–23.[8]

### كأس السوبر الليبي
- البطل (مرتين): 2000، 2016.[9]

## المشاركات في منافسات الدوري في أفريقيا

### دوري أبطال أفريقيا
- 2000 - الجولة الأولى
- 2009 - الدور الثاني
- 2015 - الجولة التمهيدية
- 2016 - الجولة الثانية
- 2017 - ربع النهائي

- 1981- الدور الأول
- 1983- الدور الأول
- 1972- ربع النهائي

### كأس الكؤوس الأفريقية
- 1984- نصف النهائي (انسحب من النهائي).
- 2002- الجولة الثانية.

### كأس الكونفيدرالية الأفريقية
- 2007- الجولة التمهيدية
- 2009- الجولة المتوسطة
- 2010- الجولة الأولى
- 2014- الجولة التمهيدية
- 2016- المجموعات
- 2022- نصف نهائي

## رياضات أخرى للنادي

### كرة اليد
يعتبر النادى الاهلي مؤسس لعبة كرة اليد بليبيا وهو الفريق الأكثر حصولا على بطولاتها يرجع تاريخ أول بطولة اقيمت إلى سنة 1970 وهذا سرد تاريخي للبطولات وعددهم إحدى عشر بطولة  وهي: 1973 - 1977- 1984 - 1986 -1991 - 1993 - 1999 -2000 - 2006 -2021 -2022 .

### الكرة الطائرة
- 8 مرات بطولة دوري ليبيا لكرة الطائرة : 2000/99 - 2001/00 - 2003/02 - 2006/05 - 2009/08 - 2010/09 - 2012/11 - 2021/20.
- 5 مرات لقب مسابقة الكأس: 2001/00 - 2003/02 - 2004/03 - 2008/07 - 2009/08.
- كأس سلطة الشعب مرة واحدة: 2009.
- بطولة النخبة لحاملي الكؤوس والبطولات: 2007.
- بطلاً لبطولة الإجلاء: 2001.
- المركز الثالث في بالبطولة الإفريقية للأندية البطلة للكرة الطائرة رجال بالقاهرة 2009.

### كرة السلة
- 8 مرات بطولة الدوري: (1967–68، 1968–69، 1970–71، 2000–01، 2013–14، 2020–21، 2021–22، 2023–24)[11]
- 4 ألقاب مسابقة الكأس: (1976–77، 2001–02، 2017–18، 2020–21).
- 2 ألقاب كأس السوبر: (2018 - 2021)
- بطولة دوري أبطال أفريقيا لكرة السلة "البال": (2025)

## وصلات خارجية
- الموقع الرسمي للنادي الأهلي الليبي... رياضي. ثقافي. اجتماعي